# Provinsen Texas
Provinsen Texas var en spansk koloni vilken existerade som separat förvaltningsområde från 1722 till det mexikanska frihetskriget. Provinsen ingick i vicekungadömet Nya Spanien utom i vissa perioder från 1776 till 1813. Den spansktalande eller hispaniserade befolkningen bestod av några tusen personer vilka levde på missionsstationer, i militära garnisoner, i de tre samhällena eller på boskapsrancher. 

## Gränser
Provinsen Texas omfattade ett betydligt mindre område än dagens delstat Texas. Gränsen gick dock längre österut än idag och en del av vad som idag ingår i delstaten Louisiana var spanskt territorium. Den östligaste spanska garnisonen i Los Adaes var förlagd bara några kilometer från den närmaste franska i Natchitoches och de bägge militärkommendanterna kom överens om att gränsen mellan spanskt och franskt territorium i praktiken skulle gå mellan Sabinefloden och Natchitoches. När Spanien 1762 förvärvade Louisiana förblev gränsen fast, nu mellan två spanska provinser. Adams-Onísfördraget 1819 reglerade den östra gränsen mellan spanska Texas och Louisianaterritoriet, men Spanien ratificerade inte avtalet förrän det mexikanska frihetskriget brutit ut. I väster låg gränsen öster om Rio Grande; Medinafloden var gräns mellan provinsen Texas och provinsen Coahuila, Rio Nueces var gräns mot Nueovo Santander, dagens mexikanska delstat Tamaulipas. Laredo vilken grundades 1755 låg därför i  Nueovo Santander. Området vid El Paso med Tigua pueblon tillhörde provinsen Nuevo México.

## Kolonisation

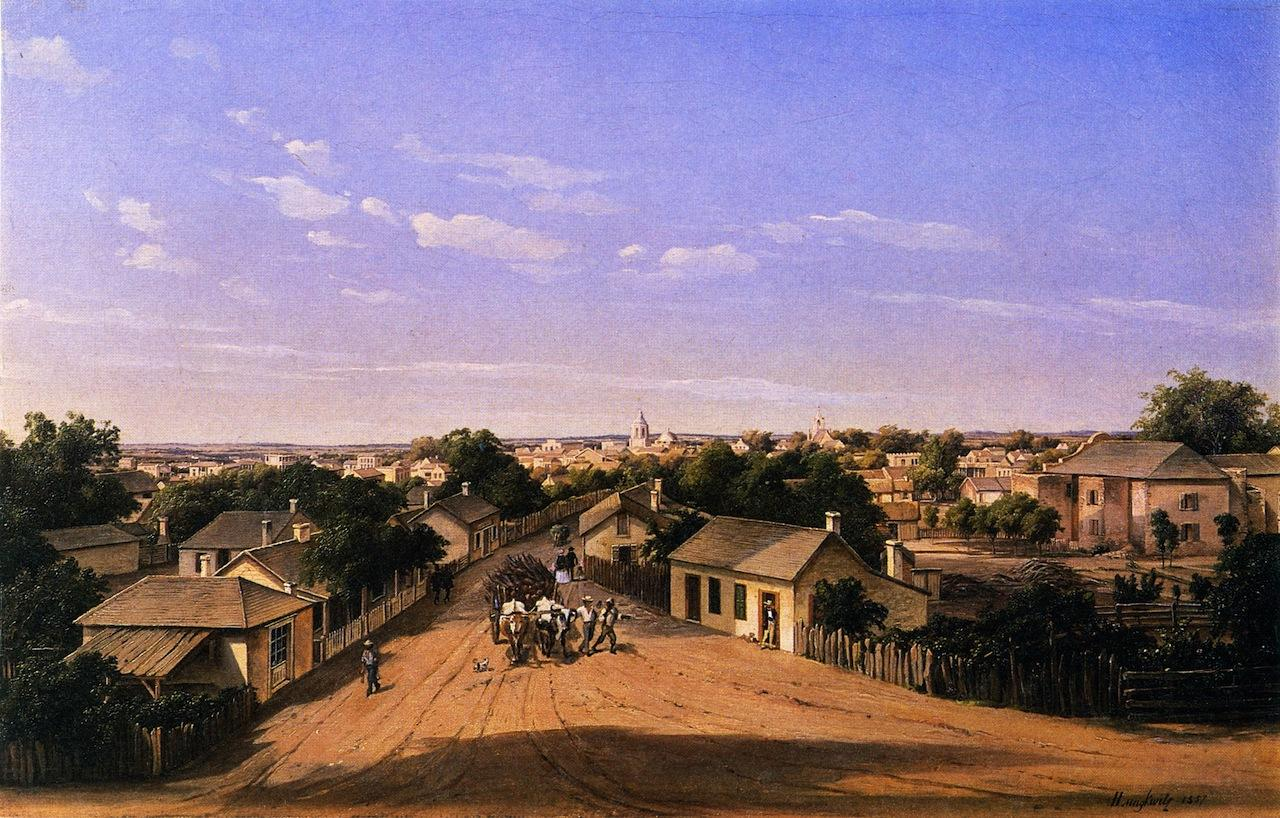
San Antonio de Béxar

Spanien gjorde anspråk på Texas men gjorde inga försök till kolonisation förrän La Salles olyckliga franska expedition 1684, vilken uppfattades som ett hot mot området. Två missionsstationer anlades därför 1691 i vad som nu är västra Louisiana. En av stationerna, San Francisco de los Tejas fick namnet Tejas (spansk gammalstavning Texas) efter de lokala caddoindianerna och namnet gavs senare åt hela provinsen. Sjukdomar och en tilltagande fientlighet bland de lokala indianerna gjorde att missionerna övergavs 1693. 1716 återupptogs de spanska kolonisationsförsöken av Texas, även nu i de östra delarna. Sex missionsstationer samt ett presidio till deras skydd grundades. Två år senare byggdes en missionsstation och ett presidio där den nuvarande staden San Antonio ligger. Under kvadrupelallianskriget övergavs de spanska missionerna i östra Texas 1719. Två år senare återupprättades de missionsstationer som övergivits och en ny presidio byggdes i östra Texas, Nuestra Señora del Pilár som tillsammans med en närbelägen missionsstation och ett litet civil samhälle blev den nya provinsens residensstad, Los Adaes.

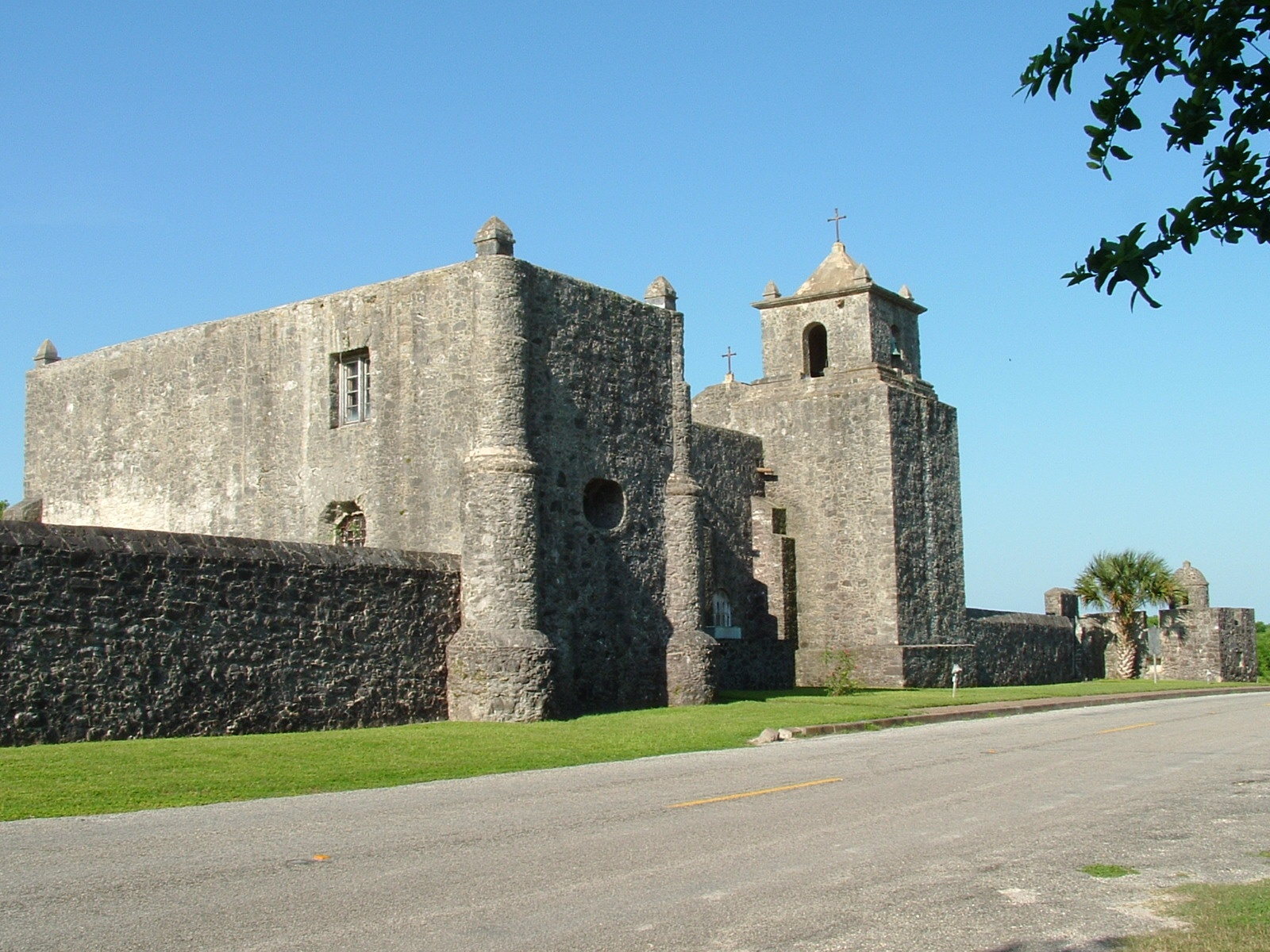
La Bahía

Den militära närvaron i östra Texas minskades av budgetskäl, men då ökade apachiska överfall drastiskt och 1731 flyttades tre missionsstationer från området till San Antonio. Där slog sig också ett tiotal nybyggarfamiljer från Kanarieöarna ned. En missionsstation flyttades 1749 från kusten till en plats i det nuvarande Goliad County och gav där upphov till samhället La Bahía, en föregångare till dagens Goliad. Samma år gjorde den spanska kolonialmakten en stor framstöt mot centrala Texas när man etablerade ett nytt samhälle kallat San Xavier, i nuvarande Milam County. Samhället förstördes dock nästan totalt av apacherna och övergavs 1757. Året innan hade man anlagt ett nytt samhälle, El Orcoquisac i östra Texas för att förhindra fransk smyghandel. Även detta var ett misslyckande och när det 1767 förstördes av en orkan övergavs orten.  1757 gjordes även ett försök att etablera en spansk närvaro på prärien i nordväst där samhället San Sabá med presidion San Luis de las Amarillas anlades i nuvarande Menard County. Det anfölls dock upprepade gånger av comancherna och missionerna övergavs 1762 och presidion 1769. Sedan Spanien 1763 förvärvat Franska Louisiana fanns det inte längre något franskt hot mot östra Texas och 1772 upphörde all spansk närvaro i området och befolkningen i Los Adaes förflyttades till San Antonio. 1779 återvände dock en grupp nybyggare och grundade Nacogdoches.

## Befolkning
| Befolkningen i provinsen Texas 1783 |                |
| Etnosocial grupp                    | Antal personer |
| Spanjorer                           | 1577           |
| Indianer                            | 677            |
| Mestiser                            | 125            |
| Mulatter                            | 404            |
| Negrer                              | 36             |
| Totalt                              | 2819           |
| 1. 2.                               |                |
| Källa:                              |                |

I slutet av sjuttonhundratalet bodde omkring 3 500 bofasta personer i Texas. Denna befolkning bodde huvudsakligen i tre områden: San Antonio de Béxar med omkring tvåtusen invånare, La Bahía med omkring ettusen och Nacogdoches med cirka femhundra. Den spanska och hispaniserade befolkningen fanns på missionsstationer, presidios, samhällen och rancher. Missionsstationerna var den spanska kronans viktigaste instrument för att kolonisera Texas. De hade till syfte att göra indianerna till katolska kristna och goda bofasta och jordbrukande undersåtar. Genom sin patronatsrätt hade kungen givit franciskanerorden i uppdrag att driva missionsstationerna, men kostnaderna bars av kronan. Kronan ägde missionsjorden men kyrkan ägde byggnader, trädgårdar, boskap och de kyrkogårdar som fanns på kronans jord. Vid slutet av sjuttonhundratalet fanns det 26 missionsstationer i Texas. Presidios var garnisoner som skulle skydda missionsstationerna och deras boskap och hästar från anfall från ursprungsbefolkningen. Soldaterna hade även till uppgift att återföra indianer som rymde från missionsstationerna. Det fanns tre samhällen i provinsen Texas San Antonio de Béxar, La Bahía och Nacogdoches. Boskapsskötsel på stora rancher florerade mellan San Antonio och Guadalupefloden. Kronan hade där gett ranchägare stora markområden för att utveckla boskapsskötseln i provinsen.

## Administration

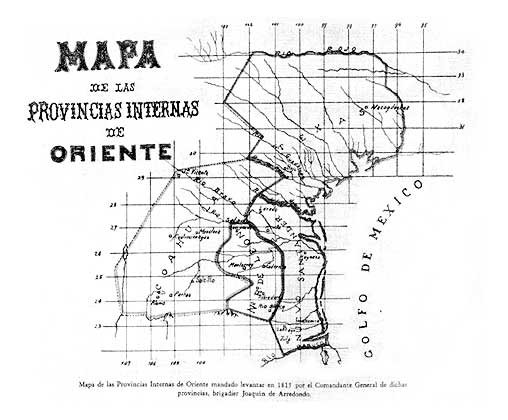
Karta som visar de östlig inre provinserna 1815.

Provinsen Texas utgjorde ett guvernement underställt vicekungadömet Nya Spanien. Från 1776 var provinsen underställd guvernören och överbefälhavaren i de inre provinserna vilken var direkt underordnad Real y Supremo Consejo de Indias i Spanien. 1787 återlämnades kontrollen över de inre provinserna till vicekungadömet. De östra inre provinserna dit Texas hörde, ställdes då under en generalkommendant underordnad vicekungen. 1792 återskapades de inre provinserna som ett direkt under det kungliga rådet lydande förvaltningsområde. Detta varade till 1813, då de inre provinserna åter delades och Texas åter kom under generalkommendanten för de östra inre provinserna. Juridiskt-administrativt lydde provinsen Texas under Real Audiencia de México till 1779 då den underställdes Real Audiencia de Guadalajara (hovrätten i Guadalajara). Ytterst få ärenden från Texas underställdes dock dessa domstolar. När de inre provinserna bildades fick generalkommendanterna jurisdiktion över den militära rättsskipningen, fueros militares, vilken även omfattade milisen. Generalkommendantens juridiske rådgivare, auditören var en jurist som även gav juridisk rådgivning åt provinsguvernörerna vilka avkunnade domar i både brottmål och tvistemål. Huvuddelen av rättsskipningen ägde dock rum lokalt. Under provinsguvernören i Texas fanns det stadsstyrelser, cabildos eller ayuntanimientos i provinsens tre samhällen med omland vilka hade både dömande och administrativa befogenheter. Magistratens ordförande eller borgmästare, alcalde ordinario och rådmännen, regidoreres var inte kungliga utan kommunala ämbetsmän.